# 万国鼠疫研究会

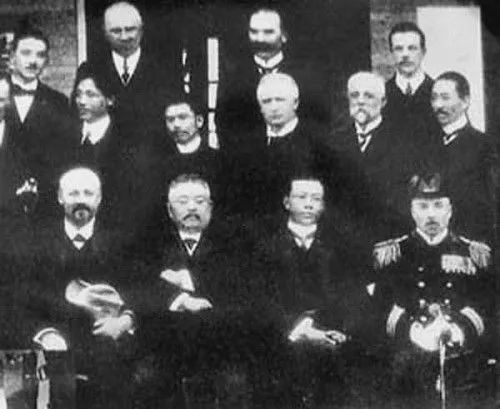
手前中央左が北里柴三郎（大日本帝国代表・副会長）、手前中央右が伍連徳（清国代表・会長）

万国鼠疫研究会（ばんこくそえきけんきゅうかい、英語: The International Plague Conference）は、1911年（宣統3年）4月3日から4月29日にかけて清国瀋陽市惠工公司展示室で開催された、ペスト（鼠疫）に関する国際会議。鼠疫防治国際学術討論会（そえきぼうちこくさいがくじゅつとうろんかい）、国際ペスト会議（こくさいペストかいぎ）、奉天万国ペスト研究会（ほうてんばんこくペストけんきゅうかい）とも。
中国近代史上、初めて中国で開催された国際的な学術会議である。主催は伍連徳。

## 背景
万国鼠疫研究会の開催以前から、感染症対策を目的とした国際的会議として「国際衛生会議」が既に存在していた。中国分割が始まった時期以降、東アジアにおける感染症事情にも一定の関心が寄せられていたものの、同会議の主要な議題は東ヨーロッパおよびアフリカに集中していた。

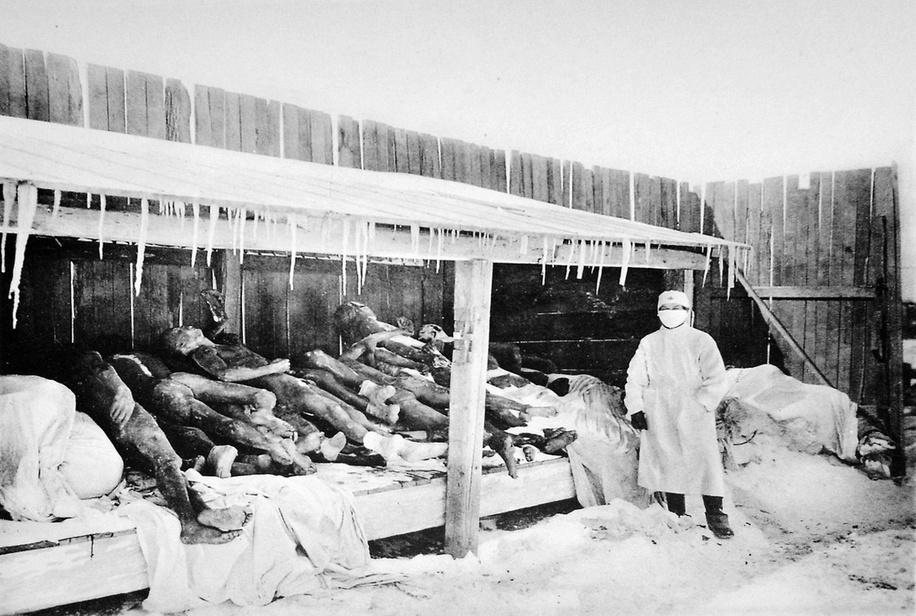
ペストによる犠牲者の遺体

1910年（宣統2年）10月12日から、中国東北部でペストの流行が始まった（東北大鼠疫）。事態が悪化していく中、孝定景皇后は伍連徳らに腺ペストの流行拡大の抑止方法を調査および研究するように伝え、被害が拡大していたハルビンに派遣した。そして汽車やジャンク船を乗り降りする際に検査を行うよう命じたり、マスクを配布したりするなどの政策を実施していった。
南満洲鉄道を経営し、附属地を実質的に支配していた日本も、ペスト対策に乗り出した。10月下旬には、満鉄大連医院の安部仲雄院長がハルビンを視察。その後、流行が尋常ではないことが確認されると、満鉄附属地においてペスト対策が徹底された（ネズミの駆除など）。12月上旬には、関東都督府が医学博士の村田昇清をハルビンに派遣した。
1911年（宣統3年）初頭には、ペストの流行は止まり、3月1日にはペストに対する勝利を宣言した。
流行が落ち着いてきた1911年初め、小池張造奉天総領事が「日清共同防疫会議」の開催及び「日清共同防疫機関」の設置について提案した。2月11日には大島義昌関東都督を奉天市に送り東三省総督錫良と協議を開始した。しかし、日本の勢力拡大を抑えたい清は「奉天商務総会が反発している」ことや、「満鉄附属地外で日本がペスト対策を実施するのは内政干渉にあたる」ことを理由に、この提案を拒否した。なお、防疫機関の設置などを提案さえしなかったが、ロシアも感染対策に乗じて清への影響力を強めようとしていた。
こうした中、清皇室や東三省総督は、他国から代表団を招き国際会議を開催することで問題を国際化させ、日本やロシアの動きを牽制しようと考えた。そして、1911年（宣統3年）4月3日に瀋陽市で「万国鼠疫研究会」が開催された。

## 経過
会議には清国、イギリス、アメリカ合衆国、ドイツ帝国、フランス、イタリア王国、オーストリア＝ハンガリー、オランダ、メキシコ、大日本帝国、ロシア帝国の計11カ国から33名の代表者が出席した（清からは9名の代表が出席）。その他の出席者を合わせると、130人以上が会議に出席したという。参加者全員は開会時に「この会議の主目的は科学的な調査であり、清に対して外部からのさらなる圧力を加えることではない」と宣誓した。
日本からは北里柴三郎が副会長として参加している。議長は東三省総督が務めた。
会議の初め、伍はペスト対策として実施された政策を説明しながら、「（政府が実施した解剖や死体の焼却は偏見によって）現地住民には忌避されている」としながら「こうした政府の行動は、長年の偏見を捨て、惜しまずに資金を投入し、生命の救済と国家的危機の除去のために、科学の知見を積極的に取り入れようとしていることの証である」とした。その後、清国政府が会議を開催した理由について簡潔に要約した。
その後、会議では「清の医師がペストの流行を抑えた方法」と「なぜこれほど感染拡大のスピードが速かったか」について報告及び議論が行われた。また、中国東北部を実際に視察したほか、ペストと闘う中で感染し死去した医師の追悼式も行われた。日本は衛生組合を総動員し、現地と連携して防疫に尽力した結果、邦人の感染者が皆無であったことを伝えた。
4月4日午前、伍連徳は今回流行したペストの種類、発生の原因と時期、感染経路や伝播ルートなどの重要な情報に加え、隔離措置や火葬の実施といった重要な対策の経験を説明した。
その後の会議では、伍連徳が、鉄道で検査を行ったことによりペストの更なる流行が抑えられたとして、各鉄道会社（東清鉄道と南満洲鉄道）は協力して全路線において統一された検査体制を築くべきと主張した。
ほか、「ペストの再流行を防ぐために、清国政府は東三省に感染症対策機関を設置すべき」とも主張。「この提案は、イギリスにすら存在しないようなものを中国に求めている」「清に改革を求めるのは理想論だ」などといった批判もあったが最終的に感染症対策機関を設置することで決定した。
会議の内容は、清では『申報』や『大公報』、『盛京時報』、日本では『医事新聞（旧字体：醫事新聞）』などで報じられた。
4月28日、閉会。閉会式は奉天鼓楼の南慶風茶園で行われた。

## 成果
閉会後、会議の全容をまとめた書籍が幾つか出版された。なかでも、陳垣が編纂した『奉天万国鼠疫研究会始末』は光華医学社から刊行され、月刊誌『中西医学報』で全8回にわたり連載されたことで注目を集め、万国鼠疫研究会が広く知られるようになった。また、政府は500ページに及ぶ報告書『1911年国際鼠疫研究会会議報告書』を作成し、今日では、疫学研究における古典的名著となっている。
対外的には、清の医療・社会問題への対応能力を示す機会となった。
ペスト研究においては多くの影響を残した：
- 肺ペスト（英語版）の空気感染・飛沫感染の危険性が明確に指摘される
- マスク予防の重要性が知れ渡る。
- 「人にうつらないように」という視点から「動物の間で広まらないように」という視点に変わる。結果、自然界における保菌動物の監視が本格的に始まる。

清の医療体制も1912年（宣統4年・民国元年）10月1日に中国近代史上初の感染症対策機関である「東三省防疫事務総処」が設立され、東三省以外にも北京市に京師防疫事務局が、山海関区と営口市には検疫所が作られるなど改善に向かっていった。

## 評価
梁啓超は閉会後、以下のように記している：
我が国で現在、国際的な科学界と肩を並べて座することができる人物は、ただ一人、星聯（伍連德）だけである。
会議に参加したロシア代表ダニロ・ザボロトニーは以下のように評価した：
我々医者の中には感染症の病理を学んだり、カビ類（真菌）の研究に心血を注いだ者もいるが、肺炎や敗血ペスト（肺ペストおよび敗血症型ペスト）の2つの病に関しては、研究が進んでいなかった。しかし、ここ6か月間におけるさまざまなペスト対策の取り組みは、後世にとって十分に模範となるものであると確信している。
北里柴三郎副会長は閉会後行われた会見で以下のように評価している：
この会議は極東においてかつてない壮挙であるだけでなく、世界の学術界においても前例のない出来事である。中国の医学界にとっても、この会議から得られた恩恵は非常に大きく、世界の学術的成果としても極めて重要である。
ガーナの著名人エベネザー・クワクイェ・アジェマングは著書『DECODING 2019 NOVEL CORONAVIRUS: Outbreak: Conspiracies: Impact』において、新型コロナウイルス感染症が世界的に流行した際の国際社会の対応と万国鼠疫研究会を以下のように比較している：
会議中には多少の非難や緊張もありましたが、全体としては真剣に学び合う姿勢が見られました。現在のように、世界がパンデミックに直面しながらも国際的に協調した対応や多国間の努力が不足している状況において、1911年の中国東北部での協力的な会議の姿勢は再評価に値します。
中華人民共和国では2011年に開催100周年、2021年に開催110周年を祝い国際的な学術セミナーが開かれた。

## 参加者

### 各国代表一覧
アメリカ合衆国
- アメリカ合衆国 - リチャード・P・ストロング（英語版）（Richard P. Strong）[43][44][45]
- アメリカ合衆国 - オスカー・ティーグ（Oscar teague）[43]

オーストリア＝ハンガリー二重帝国
- オーストリア＝ハンガリー帝国 - ユージン・ウォレル（Eugen Worell）[43]

フランス
- フランス共和国 - シャルル・ブロケ（ロシア語版）（Charles Broquet）[43]

ドイツ帝国
- ドイツ帝国 - エーリッヒ・マルティーニ（ドイツ語版）（Erich Martini）[43]

イギリス
- イギリス - レジナルド・ファラー（英語版）（Reginald Farrer）[43]
- イギリス - ジョージ・フォード・ピートリー（George Ford Petrie）[43][46]
- イギリス - ジョージ・ダグラス・グレイ（英語版）（George Douglas Gray）[43]

イタリア王国
- イタリア王国 - ジーノ・ガレオッティ（イタリア語版）（Gino Galeotti）[43][47]
- イタリア王国 - ルドヴィコ・ニコラ・ディ・ジュラ（イタリア語版）（Ludovico Nicola di Giura）[43]
- イタリア王国 - エルネスト・シニョレッリ（Ernesto Signorelli）[43]

大日本帝国
- 大日本帝国 - 北里柴三郎[43][18]
- 大日本帝国 - 藤浪鑑[43][48]
- 大日本帝国 - 柴山五郎作[43][48]
- 大日本帝国 - 宇山道碩[43][48]
- 大日本帝国 - 下瀬謙太郎[43][48]

メキシコ
- メキシコ - オクタヴィアーノ・ゴンサレス・ファベーラ（Octaviano González Fabela）[49][50]

オランダ
- オランダ - フランツ・ヘンドリック・ヘーヘルト（Frans Hendrik Hehewerth）[49][51]

ロシア帝国
- ロシア帝国 - ダニロ・ザボロトニー（Danylo Zabolotny）[43][45]
- ロシア帝国 - セミョン・イヴァノヴィッチ・ズラトゴロフ（Semen Ivanovic Zlatogorov）[43]
- ロシア帝国 - G・クーレチャ（G. Koulecha）[49]
- ロシア帝国 - L・パドレフスキー（L. Padlevsky）[49]
- ロシア帝国 - マリア・スーラウフスカヤ（Marie Ssouragewskaja）[49]
- ロシア帝国 - アンナ・チョーリリーナ（Anna Tchourilina）[49]

清
- 清 - 伍連徳[49]
- 清 - 全紹清（中国語版）[49]
- 清 - 方擎（中国語版）[49][48]
- 清 - 王恩紹[49][48]
- 清 - R・A・P・ヒル[49][48]
- 清 - ウィリアム・ハロルド・グラハム・アスプランド（William Harold Graham Aspland）[49][52]
- 清 - ドゥガルド・クリスティー（Dugald Christie）[49]
- 清 - アーサー・スタンリー（Arthur Stanley）[49]
- 清 - ポール・B・ハフキン[53][48]

### 代表代理及び地方の代表
ロシア帝国
- ロシア帝国 - M・コクチャロフ（M. kokcharoff）[49]
- ロシア帝国 - ポール・ウォスクレセンスキー（Paul Woscressensky）[49]
- ロシア帝国 - F・イアシエンスキー（F. Iasienski）[49]
- ロシア帝国 - ヴィンチェンティ・ボグッキ（ポーランド語版）（Wincenty Bogucki）[49]

清
- 清 - 吴為雨[49][48]
- 清 - ジョセフ・チャバネイクス（Joseph Chabaneix）[49][54]
- 清 - 王若宜[49][48]
- 清 - 王麟書[49][48]
- 清 - 鍾穆生[49][48]
- 清 - 王興安[49][48]
- 清 - 王培元[49][48]
- 清 - 王彼得[49][48]

### 書記
フランス
- フランス共和国 - C・H・ラウル（C. H. Lauru）[49]

イギリス
- イギリス - ヘンリー・ジョージ・ワンデスフォード・ウッドヘッド（H. G. W. Woodhead）[49]

清
- 清 - ウィリアム・ハロルド・グラハム・アスプランド（William Harold Graham Aspland、代表と兼任）[49][52]
- 清 - 施紹常[48]
- 清 - 伍璜[48]
- 清 - 李規庸[48]
- 清 - リー・ウェン・ホーエイ（漢字表記不明・大清郵政総局（中国語版）事務員）[49]

### 議長
- 清 - 錫良（4月20日まで）[19]
- 清 - 趙爾巽（4月20日以降）[19]